# New Boston (Illinois)
New Boston è un comune degli Stati Uniti d'America, situato in Illinois, nella Contea di Mercer.